# Fictonoba
Fictonoba is een geslacht van weekdieren uit de klasse van de Gastropoda (slakken).

## Soorten
- Fictonoba carnosa (Webster, 1905)
- Fictonoba cymatodes (Melvill & Standen, 1916)
- Fictonoba oliveri (Powell, 1927)
- Fictonoba rufolactea (Suter, 1908)
- Fictonoba similis (Laws, 1950) †